# Забулионите, Аудра-Кристина Иосифовна
Аудра-Кристина Иосифовна Забулионите (род. 1 октября 1961, Каунас, Литовская ССР) — российский философ и культуролог, эксперт по фундаментальным и методологическим вопросам типологии культур и цивилизаций, доктор философских наук.

## Биография
- В 1984 году окончила кафедру биохимии и биофизики Химического факультета Вильнюсского государственного университета. Специализировалась по генной инженерии. Работала в Институте биохимии АН Литовской ССР, проходила стажировку в Институте молекулярной генетики РАН (Москва), в Институте прикладной энзимологии «Ферментас».
- В 1992 году окончила очное отделение театроведческого факультета Санкт-Петербургского государственного института театра, музыки и кинематографии.
- В 2000 году защитила кандидатскую, а в 2011 году — докторскую диссертацию, посвященную фундаментальной проблеме философии культуры и культурологии — проблеме целостности и типологии культур, выдвинула и разработала идею типологического моделирования. 2010—2012 году входила в коллектив научной школы Ю. Н. Солонина[1] на философском факультете СПбГУ.

## Научная деятельность
Научные исследования посвящены проблемам метафизики культуры, дисциплинарности культурологии и алгоритму культурологического познания в классической и неклассической культурологии.
Научно-организационная деятельность: Сопредседатель и исполнительный директор международной конференции «Гумбольдтовские чтения» в Санкт-Петербурге (2003); редактор научно-теоретического альманаха «Культурологические чтения» (2005); руководитель ежегодной секции по исторической культурологии на студенческой конференции «Смольные чтения», которая с 2013 года проходит на Факультете свободных искусств и наук Санкт-Петербургского государственного университета.
С 2016 года руководит Секцией философии культуры и культурологии в Доме Ученых им. М.Горького РАН, является председателем Программного комитета Петербургского международного культурологического симпозиума.

### Основные работы
Монографии
- Типологический таксон культуры. СПб.: Изд-во СПбГУ. 2009. ISBN 5-288-04990-4, ISBN 978-5-288-04990-3

Авторефераты
- Тип и типологический метод в философии культуры: Автореф. дис. на соиск. учен. степ. к.филос.н.: Спец. 09.00.13 / Забулионите А. К. И.; С.-Петерб. гос. ун-т. — СПб.: 2000. — 20 с.; 20 см.
- Типологический таксон культуры. Автореферат диссертации (недоступная ссылка)

Статьи
- Проблема типа в культур-философской компаративистике // Современная философия и философская компаративистика. Тенденции развития современной зарубежной философии и философской компаративистики в конце XX века: Материалы межвузовской конференции, Санкт-Петербург, 25-26 октября 1995 г. — СПб., 1995.
- Культурология в методологической программе неопозитивизма // Скромное обаяние позитивизма (Позитивизм и его альтернатива в современной философии): Материалы конференции 15-16 декабря 1995 г. — СПб., 1996. (соавтор Солонин Ю. Н.).
- Тип и проблема логики гуманитарного знания // Вестник СПбГУ. — Сер. 6. — 1996. — Вып. 1.
- Эволюция понятия «тип» в европейской культурной традиции // Человек — Философия — Гуманизм: Тезисы докладов и выступлений Первого Российского философского конгресса (4-7 июня 1997 г.). В 7 томах. Т.6. Философия культуры. — СПб., 1997.
- Типологический метод в философии культуры и культурологии // Формирование дисциплинарного пространства культурологии. — СПб., 2001.
- О Карле Густаве Гемпеле и его взгляде на типологическое понятие — СПб., 2001.
- Об истоках и становлении типологического метода // Методология гуманитарного знания в перспективе XXI века. — СПб., 2001.
- Методологические аспекты компаративистики: проблемы типа и типологического метода // Рабочие тетради по компаративистике. Вып.3:Сравнительные исследования в гуманитарных и психологических науках. — СПб, 2001.
- О сущности и общей структуре понятия «тип» // Компаративистика-II. Альманах сравнительных социогуманитарных исследований /Под ред. Л. А. Вербицкой, В. В. Васильковой и др./ — СПб., 2002.
- Типологический метод и проблемы междисциплинарного синтеза в культур-компаративистике // Рабочие тетради по компаративистике. — Вып.7. — Междисциплинарны синтез в сравнительных социогуманитарных исследованиях. СПб., 2002.
- Теоретические проблемы понимания культуры как целостности // Вестник СПбГУ. — Сер. 6. — 2004. — Вып. 5.
- Культура как целостность: концептуализация новой онтологичной парадигмы //ΣOФIA: Pismo Filozofόw Krajόw Słowiańskich. — Wydawnictwo Uniwersytetu Rzeszowskiego. — Rzeszόw. — Nr. 5/2005.
- Наследие В.Гумбольдта и современная культурологическая мысль // Культурологические чтения: научно-теоретический альманах. — 2005. — № 1. (соавтор Солонин Ю. Н.).
- Типологическая модель культуры в системно-синергетической концепции М. С. Кагана // Мир философии — мир человека: прил. к журн. «Философские науки»: [сб.ст.] / [редкол.: Солонин Ю. Н. (пред.) и др.]. — М.: Гуманитарий — 2007. (Философские науки / М-во образования и науки Рос. Федерации, Акад. гуманитар. исслед; спец. вып.).
- Основные интерпретации понятия «тип» и его гносеологические характеристики // Миссия интеллектуала в современном обществе: Сб. ст. / Ред.кол.: Ю. Н. Солонин (пред.) и др. — СПб.: Изд-во С.-Петерб. ун-та. — 2008. — (Вестник СПбГУ: Сер. 6. Министерство образования и науки Российской Федерации. Приложение).
- Формирование концептуально-методологического аппарата культурологи (типологизация, систематизация, моделирование) // Вестник СПбГУ. — Сер. 6. — 2008. — Вып. 3.
- Трансцендентальное истолкование типологизации в «Философии символических форм» Э. Кассирера // Вестник СПбГУ. — Сер. 6. — 2008. — Вып. 4.
- «Тип культуры»: возможность метафизической интерпретации // Этносоциум и межнациональная культура. № 3 (19). — М., 2009.
- Понятие «тип» в морфологии культур О.Шпенглера в перспективе современной гносеологической мысли // Этносоциум и межнациональная культура. № 4 (20). — М., 2009.
- Инструменталистские особенности функциональной типологии К. Г. Юнга // Человек познающий, человек созидающий, человек верующий: Сб.ст. / Ред. кол.: Ю. Н. Солонин (пред.) и др. — СПб.: Изд-во С.-Петерб. ун-та, 2009. (Вестник СПбГУ. Министерство образования и науки Российской Федерации. Спец. вып.).
- «Универсальная структура» как типологическая модель в концепции К. Леви-Строса // Реалистическая антропология: Материалы международной конференции «Человек познающий, человек созидающий, человек верующий» (20-22 ноября 2008). СПб. — Пушкин. 2009.
- Культура и «внутренний человек»: взаимосвязь двух типологий К. Г. Юнга // Реалистическая антропология: Материалы международной конференции «Человек познающий, человек созидающий, человек верующий» (20-22 ноября 2008). СПб. — Пушкин. 2009.
- Типология культуры в философии истории И. Г. Гердера // Реалистическая философия в диалоге культур: Материалы международной конференции «Философия в диалоге культур: взгляд из Петербурга» (19 — 21 ноября 2009). СПб. — Пушкин. 2009.
- «Идеальный тип» М. Вебера как инструменталистская версия моделирования // Реалистическая философия в диалоге культур: Материалы международной конференции «Философия в диалоге культур: взгляд из Петербурга» (19 — 21 ноября 2009). СПб. — Пушкин. 2009.
- Метаязык типологических описаний культуры в семиотике // Будущее России в свете реалистической философии: Материалы международной конференции «Будущее России: стратегии философского осмысления» (18 — 20 ноября 2010). СПб. — Пушкин. 2010.
- Тип-образ и универсальность типологического метода в натурфилософии И. В. Гёте // Этносоциум и межнациональная культура. № 4 (36). — М., 2011.
- Типологический метод в языкознании В.Гумбольдта. Идеальный тип и идея инструментализма // Этносоциум и межнациональная культура. № 6 (38). — М., 2011.
- Черты целостности и дисконтинуальности в типологическом таксоне культуры // На путях к учению о целостности: историко-философские очерки. М., 2011. С.114 — 147.
- Целостность и дисконтинуальность: фундаментальные вопросы типологии культур // Альманах Научно-образовательного культурологического общества России «Мир культуры и культурология». Вып. II. — СПб.: Изд-во РХГА, 2012.
- Юрий Никифорович Солонин — основатель научной школы // Альманах Научно-образовательного культурологического общества России «Мир культуры и культурология». Вып. II. — СПб.: Изд-во РХГА, 2012.
- Трансформации понятия целостности в истории позитивизма // Понятие целостности в логико-методологическом аспекте / ред.-сост. Ю. Н. Солонин. Изд.: Международный издптельский центр «Этносоциум». М., 2012. — 2 п.л. С. 36 — 75.

Переводы
- Гемпель К. Г. Типологические методы в естественных и социальных науках[4] // Традиции и новации в современных философских дискурсах. — СПб., 2001. — 1,2 п.л. (перевод по: Hempel C. Typological methods in the natural and social sciences // Hempel C. Aspects of sciences explanation and other essays in the philosophy of science. — New York; London, 1965. pp. 155—171).